# La Baume-de-Transit
La Baume-de-Transit település Franciaországban, Drôme megyében. Lakosainak száma 933 fő (2022. január 1.). La Baume-de-Transit Bouchet, Montségur-sur-Lauzon, Solérieux, Suze-la-Rousse, Richerenches és Visan községekkel határos.

## Népesség
A település népességének változása:
| Lakosok száma | 358  | 513  | 614  | 821  | 847  | 855  | 881  | 926  | 926  | 933  |
|               | 1968 | 1982 | 1990 | 2006 | 2013 | 2015 | 2017 | 2019 | 2020 | 2022 |